# Rhacophorinae
Rhacophorinae (лат.) — подсемейство бесхвостых земноводных из семейства веслоногих лягушек. Обитают в тропиках Африки и Азии на север до умеренной зоны Китая и Японских островов.

## Классификация
В подсемействе Rhacophorinae 16 родов с 389 видами:
- «Theloderma» moloch (Annandale, 1912)
- Beddomixalus Abraham, Pyron, Ansil, Zachariah, and Zachariah, 2013 (1 вид)
- Chiromantis Peters, 1854 (18 видов)
- Feihyla Frost, Grant, Faivovich, Bain, Haas, Haddad, de Sá, Channing, Wilkinson, Donnellan, Raxworthy, Campbell, Blotto, Moler, Drewes, Nussbaum, Lynch, Green, and Wheeler, 2006 (5 видов)
- Ghatixalus Biju, Roelants, and Bossuyt, 2008 (2 вида)
- Gracixalus Delorme, Dubois, Grosjean, and Ohler, 2005 (11 видов)
- Kurixalus Ye, Fei, and Dubois, 1999 (12 видов)
- Liuixalus Li, Che, Bain, Zhao, and Zhang, 2008 (7 видов)
- Mercurana Abraham, Pyron, Ansil, Zachariah, and Zachariah, 2013 (1 вид)
- Nyctixalus Boulenger, 1882 (3 вида)
- Philautus Gistel, 1848 (52 вида)
- Polypedates Tschudi, 1838 (24 вида)
- Pseudophilautus Laurent, 1943 (79 видов)
- Raorchestes Biju, Shouche, Dubois, Dutta, and Bossuyt, 2010 (59 видов)
- Rhacophorus Kuhl and Van Hasselt, 1822 — Летающие лягушки (88 видов)
- Taruga Meegaskumbura, Meegaskumbura, Bowatte, Manamendra-Arachchi, Pethiyagoda, Hanken, and Schneider, 2010 (3 вида)
- Theloderma Tschudi, 1838 (23 вида)